# 何汝岱
何汝岱（1556年—？），字宗卿，貴州普安衛軍籍，直隸太平府當塗縣人，明朝政治人物。

## 生平
普安州學增廣生，萬曆十年（1582年）壬午科貴州鄉試第十一名舉人，萬曆十一年（1583年）聯捷癸未科會試第二百八十七名，登三甲第二百四十五名進士。授山東临朐县知縣，十五年調任浙江嘉兴县，改归安县，升南刑部主事，二十三年升员外郎，本年官至南京刑部郎中。

## 家族
曾祖何方，曾任壽官；祖父何裕，贈文林郎知縣；父何清，曾任知州。嫡母萬氏（贈孺人）；生母楊氏。慈侍下。兄汝尚、汝岳、汝嵩。